# Get Out
Get Out (prt: Foge; bra: Corra!) é um filme de terror e suspense estadunidense de 2017 escrito e dirigido por Jordan Peele, sendo o primeiro trabalho do cineasta. Estrelado por Daniel Kaluuya, Allison Williams, Bradley Whitford, Caleb Landry Jones, Stephen Root, LaKeith Stanfield e Catherine Keener, estreou em seu país de origem em 24 de janeiro de 2017 no Festival Sundance de Cinema.

## Enredo
Tarde da noite, um jovem homem negro parece estar perdido nas ruas desertas da vizinhança de um subúrbio. Enquanto ele caminha pela calçada, um carro branco aparece e começa a seguir o jovem. É possivel ouvir a canção "Run, rabbit! Run!" vindo de dentro do carro. Apreensivo, o jovem tenta ignorar o carro e ir por outro caminho, mas percebe que a porta do motorista do carro se abriu. O jovem é, então, subitamente atacado por uma pessoa usando um elmo de metal que cobre toda a cabeça. O algoz consegue desacordar o homem negro e arrastá-lo até o carro. Ele tranca o homem inconsciente no porta-malas, volta ao banco do motorista e dirige embora do local.
Em outro lugar, o fotógrafo negro Chris Washington (Daniel Kaluuya) concorda relutantemente em conhecer a família de sua namorada branca, Rose Armitage (Allison Williams). Chris está preocupado com o fato dos pais de Rose não saberem que ele é negro. Rose, que afirma que Chris é o primeiro namorado negro dela, assegura que seus pais não são racistas. Durante a viagem de carro para a propriedade rural da família de Rose, o casal conversa via celular com Rod Williams (Lil Rel Howery), um agente da TSA e amigo de Chris que ficou encarregado de cuidar do cachorro de estimação do fotógrafo. Rod brinca dizendo ao amigo que é burrice ele aceitar ir para a casa dos pais de uma garota branca. Ao se distrair insinuando jocosamente que Chris tem ciúmes dela e de Rod, Rose acaba atropelando um veado. Chris parece particularmente afetado pelo atropelamento do animal e o casal reporta o acidente à polícia. O oficial branco pede a identificação de Chris, apesar de não ser ele quem estava ao volante. Rose intervém sugerindo que o policial está sendo racista, fazendo o oficial reconsiderar e liberar o casal.
Ao chegarem na propriedade dos Armitage, os pais de Rose, o neurocirurgião Dean (Bradley Whitford) e a hipnoterapeuta Missy (Catherine Keener), se mostram muito receptivos a Chris, apesar de Dean fazer alguns comentários desconcertantes ao tentar ser excessivamente simpático. Ao mostrar a casa para Chris, Dean fala sobre seu pai ter sido um atleta que perdeu para Jesse Owens nas eliminatórias das Olímpiadas de 1936, apresenta os empregados negros Georgina (Betty Gabriel) e Walter (Marcus Henderson) e afirma que votaria em Obama pela terceira vez, se pudesse.
Depois, Chris e os Armitage conversam enquanto bebem chá gelado numa varanda, sendo servidos por Georgina que, em certo momento, parece se distrair e, sem querer, faz a bebida de Chris derramar na mesa. A governanta se desculpa e se retira, depois de Missy sugerir que ela vá se deitar. Logo depois, Jeremy (Caleb Landry Jones), o irmão mais novo de Rose, chega e se junta a grupo. Durante o jantar, todos parecem se divertir com histórias de família contadas por Jeremy. Enquanto Missy vai pegar a sobremesa, Jeremy questiona Chris se ele pratica alguma arte marcial. Jeremy, ligeiramente bêbado, tenta demonstrar um golpe de judô em Chris, mas é repreendido por Dean. Mais tarde, no quarto de Rose, ela expressa a Chris sua indignação pelas constrangedoras atitudes de seus parentes. Chris diz para a namorada não se preocupar.
Incapaz de dormir, Chris sai para fumar do lado de fora da casa. Quando está prestes a colocar um cigarro na boca, Chris vê uma figura humana no escuro da noite correndo em sua direção. Quando a figura se aproxima, Chris percebe que é Walter e este, sem falar absolutamente nada, desvia a trajetória da corrida para não colidir com Chris e continua a correr. Atônito, Chris se vira para a casa e percebe que Georgina está em pé do lado de dentro em frente a uma janela, parecendo admirar o próprio reflexo no vidro. Ao tentar voltar para o quarto de Rose, Chris é abordado por Missy em sua sala de terapia. A matriarca alerta Chris sobre os perigos do tabaco e convida o jovem para se sentar com ela um pouco. Missy pega uma xícara de chá e começa a mexer a bebida com uma colher, fazendo um repetitivo som de atrito. Eles começam a conversar sobre a hipnoterapia, mas Missy acaba perguntando sobre a morte da mãe de Chris. Ele relutantemente conta que era uma criança e que estava em casa assistindo TV quando sua mãe foi atropelada. Ficando cada vez mais incomodado pelas perguntas de Missy, Chris revela que não tomou nenhuma atitude a respeito do atropelamento da mãe. Se sentindo muito desconfortável e com lágrimas nos olhos, Chris percebe que ele não consegue se mexer; Missy o hipnotizou com o som da colher batendo na xícara de chá. Missy então diz para Chris "afundar no chão" e isso faz Chris sentir como se estivesse caindo em um lugar escuro, similar a um subaquático, no qual Chris consegue apenas ver e ouvir o mundo externo, mas sem conseguir mover qualquer parte de seu corpo físico. Missy diz que Chris agora está no "Lugar Afundado". Ela fecha os lacrimosos olhos dele, que acorda no dia seguinte acreditando que teve um pesadelo, mas percebe que não tem mais interesse em fumar.
Vagando pelas áreas externas da propriedade, Chris vê por uma janela Georgina se olhando no espelho, parecendo checar alguma coisa em sua testa. Depois, Chris aborda Walter e tem uma estranha conversa com o caseiro, que confirma que Chris estava no escritório de Missy na noite passada. Ao voltar para o quarto de Rose, Chris encontra seu celular desconectado do carregador, diferentemente de como ele havia deixado. Ele diz para Rose que acha ter sido hipnotizado pela mãe dela na noite anterior, além de contar sobre as estranhezas de Walter.
Logo depois, vários carros luxuosos trazem dezenas de pessoas brancas e ricas para uma festividade anual promovida pelos Armitage. Muitos dos convidados, quase todos já de meia-idade ou idosos, demonstram muito interesse por Chris, fazendo desconcertantes "elogios" à aparência e ao físico do fotógrafo, além de comentários insensatos sobre afro-americanos. Eventualmente, para sua surpresa, Chris se depara com aquele que parece ser o único negro entre os convidados da festa: Logan King (LaKeith Stanfield). Ao abordar Logan, Chris logo percebe que ele se comporta de forma muito estranha. Apesar de ser jovem, com a idade próxima à de Chris, Logan revela ser casado com uma mulher branca bem mais velha do que ele. O casal cordialmente se afasta de Chris e este percebe que Logan parece "exibir" sua forma física para os outros convidados, aumentando a confusão de Chris.
Ao se afastar da aglomeração da festa, Chris conhece Jim Hudson (Stephen Root), um negociante de arte cego que, graças a um assistente que descreve obras visuais em grande detalhe, é um admirador do trabalho fotográfico de Chris.
Ao voltar para a casa, Chris passa por vários convidados conversando entre si. Quando ele sobe as escadas, não percebe que os convidados imediatamente ficam em silêncio e prestam muita atenção em seus passos no andar de cima. No quarto de Rose, Chris encontra seu celular novamente desconectado do carregador. Ele suspeita que Georgina é a responsável por isso e compartilha isso com Rose, que parece não acreditar nele. Ao conseguir ligar o celular, Chris contata Rod e conta a ele sobre a hipnose e o comportamento estranho dos parentes de Rose e dos visitantes. Rod diz para Chris cair fora dali, afirmando jocosamente que a mãe de Rose hipnotiza pessoas negras para transformá-las em escravos sexuais.
Ao terminar a ligação, Chris é surpreendido por Georgina, que pede desculpas por ter desconectado o celular de Chris do carregador, afirmando que foi um acidente. Durante a conversa, Georgina começa a rir ao mesmo tempo que lágrimas caem de seus olhos, enquanto ela afirma que os Armitage são ótimas pessoas e a tratam como se ela fosse da família. Logo depois disso, Georgina se retira rapidamente do quarto, deixando Chris amendrontado e ainda mais confuso.
Ao voltar a festa, Dean apresenta Chris a mais convidados. Um deles, Hiroki Tanaka, pergunta a Chris se ele achava ser mais vantajoso ou desvantajoso ser afro-americano na época atual. Intrigado, Chris passa a pergunta para Logan, que afirma ter uma "experiência afro-americana" muito boa na maior parte do tempo. Enquanto Logan continua a falar, Chris resolve fotografá-lo discretamente com o celular, mas esquece de desligar o flash da câmera, o que faz Logan imediatamente parar de falar e assumir uma expressão de profunda tristeza enquanto sangue começa a sair de uma de suas narinas. Logan se dirige a Chris e diz para ele ir embora. Chris pede desculpas, achando que ofendeu Logan de alguma forma. Mas Logan agarra Chris pelas roupas enquanto começa histericamente a gritar para Chris ir embora dali. Logan é levado para a sala de Missy e Dean explica que o flash de Chris causou um surto em Logan porque ele tem epilepsia. Logan sai da sala de Missy minutos depois, agradecendo à hipnoterapeuta por acalmá-lo. Dean convida os convidados para jogar bingo enquanto Rose leva Chris para um lugar afastado para conversarem. Longe da casa, Chris diz para Rose que ele não acredita que Logan teve um ataque epiléptico e que eles devem ir embora daquele lugar. Enquanto isso, Dean silenciosamente conduz um leilão com uma foto de Chris. Os participantes usam cartelas de bingo para fazer lances e Jim Hudson sai como vencedor.
Ao voltar para dentro da casa, Chris envia a foto de Logan para Rod, que quase imediatamente reconhece "Logan" como sendo Andre Hayworth, um conhecido deles. Enquanto debatem as estranhezas de Andre, a bateria do celular de Chris acaba. Chris percebe a porta entreaberta de um armário e encontra fotos românticas de Rose com pessoas negras, incluindo Walter e Georgina, contradizendo a afirmação de que Chris é o primeiro namorado negro da garota. Enquanto tenta partir com Rose, Chris é abordado pelos outros Armitage, que agem de forma muito sombria. Ao se esquivar de um súbito ataque de Jeremy, Chris veementemente pede as chaves do carro para Rose, e esta finalmente revela que nunca teve a intenção de deixar Chris ir embora. Chris tenta atacar Jeremy, mas Missy, batendo com a colher na xícara de chá, faz com que Chris caia novamente no Lugar Afundado. Incapaz de resistir, Chris assiste, preso no Lugar Afundado, seu corpo ser levado pelos Armitage para algum lugar no porão da casa.
Rod, preocupado com Chris, liga para o amigo inúmeras vezes, sem nenhum retorno. Enquanto cuida do cachorro de Chris, Rod faz uma pesquisa sobre Andre Hayworth e descobre que Andre foi dado como desaparecido há algum tempo.
Chris acorda numa sala no subterrâneo da casa dos Armitage, amarrado a uma poltrona em frente a um velho televisor. O aparelho começa a reproduzir uma gravação em vídeo de um homem idoso, Roman Armitage, o avô paterno de Rose. Roman diz que o espectador foi escolhido por causa de suas "vantagens físicas" e que, junto com os Armitage, eles poderiam fazer parte de "algo perfeito". Ao falar de algo chamado "Procedimento Coagula", Roman o descreve como um "milagre humano" criado pela ordem da qual Roman faz parte e que foi aperfeiçoado por sua própria família. Quando Roman se junta aos outros Armitage no vídeo (sua esposa Marianne, Dean e Missy mais jovens e Rose e Jeremy ainda crianças), ele sugere que eventualmente, o espectador talvez goste de "fazer parte da família". O vídeo termina com a mensagem "Contemple o Coagula".
Ao ir a polícia, Rod conta tudo o que sabe sobre os eventos com Chris e sobre o desaparecimento de Andre, mas é ridicularizado pelos policiais ao teorizar que a mãe de Rose está hipnotizando pessoas negras e transformando-as em escravos sexuais.
Ainda amarrado à poltrona, Chris vê o televisor ligar de novo, dessa vez permitindo ele se comunicar com Jim Hudson, que aparece careca e com roupas hospitalares.  Hudson diz que Chris teve sorte de ser seduzido por Rose, já que os métodos de captura de Jeremy são bem desagradáveis. Hudson afirma que a conversa entre eles naquele momento é uma espécie de pré-operatório psicológico, pois eles estão prestes a fazer uma complicada operação cirúrgica: o cérebro de Jim será parcialmente transplantado no corpo de Chris, enquanto a consciência deste viverá permanentemente no Lugar Afundado. Controlando as funções motoras do corpo, Hudson vai "se tornar" Chris. Desolado, Chris finalmente entende porque Walter, Georgina e Andre agiam de forma tão perturbadora: seus corpos estavam sendo controlados por cérebros forçadamente transplantados de pessoas brancas idosas, enquanto suas verdadeiras consciências viviam presas no Lugar Afundado. Chris indaga porque apenas pessoas negras eram vítimas do Procedimento Coagula. Hudson diz não ter certeza, mas supõe que seja o desejo das pessoas de mudar: algumas querem se tornar mais fortes, mais rápidas, mais "legais". Mas Hudson afirma que não se importa com a cor de Chris; o que o negociante de arte quer é o "olho" que o jovem tem para a fotografia. A transmissão termina e Chris percebe que ele estava inconscientemente arranhando os braços da poltrona, fazendo algodão sair dos rasgos.
O televisor é novamente ligado e um vídeo da xícara de chá de Missy aparentemente faz Chris ficar inconsciente. Numa sala de operações, Dean, auxiliado por Jeremy, começa a cirurgia em Hudson. Quando Jeremy sai para buscar Chris, este, que havia conseguido colocar tufos de algodão nos ouvidos para bloquear o som hipnótico da xícara de chá e estava fingindo estar inconsciente, ataca Jeremy, deixando-o inconsciente e sangrando no chão. Ao perceber a demora de Jeremy, Dean sai da sala de operações para averiguar, mas é surpreendido por Chris, que impala Dean com os chifres de uma cabeça empalhada de um veado, o que faz Dean derrubar uma vela na sala de operações, o que começa um incêndio na casa. Ao voltar para o térreo da casa, Chris encontra Georgina, que se apavora e foge. Em seguida, Chris se depara com Missy, que tenta pegar a xícara de chá para hipnotizar Chris, mas este alcança a xícara primeiro, derrubando-a no chão fazendo-a quebrar. Missy ainda tenta atacar Chris com uma tesoura, mas ele resiste e consegue matar Missy. Ao alcançar a porta da frente, Chris é atacado por Jeremy, que impede Chris de sair enquanto tenta deixá-lo inconsciente com uma chave-de-braço. Usando a tesoura, Chris consegue ferir Jeremy e finalmente matá-lo. Ao finalmente sair da casa, Chris rouba o carro de Jeremy, dentro do qual ele encontra um elmo de metal. A canção "Run, rabbit! Run!" começa a tocar no carro quando Chris dá a ignição. Tentando fugir enquanto liga para a polícia, ele acaba atropelando Georgina. Recordando a morte de sua própria mãe, Chris carrega Georgina inconsciente para dentro do carro. Ao acordar, "Georgina", que hospeda o cérebro de Marianne, a avó de Rose, ataca Chris, fazendo ele bater o carro, causando a morte de Georgina/Marianne. Chris sai do carro e tenta fugir a pé. Armada com um rifle, Rose vai atrás de Chris com "Walter", que está sendo controlado pelo cérebro de Roman. Quando Walter/Roman derruba Chris, este consegue usar o flash do celular para fazer o verdadeiro Walter controlar seu próprio corpo novamente. Walter tira o rifle de Rose e atira na barriga dela. Logo depois, Walter se mata atirando na própria cabeça. Ao perceber que Rose ainda está viva e tentando alcançar o rifle, Chris a impede e começa a estrangulá-la, mas desiste. Segundos depois, uma viatura chega no local. Rose pede socorro enquanto Chris imediamente ergue os braços em rendição. A viatura revela-se ser da TSA e o motorista é Rod, que finalmente conseguiu descobrir onde o Chris estava e foi resgatá-lo. Chris se junta a Rod na viatura e eles vão embora, deixando Rose mortalmente ferida no chão.

## Elenco
- Daniel Kaluuya interpreta Chris Washington
- Zailand Adams interpreta Chris Washington com 11 anos
- Allison Williams interpreta Rose Armitage
- Catherine Keener interpreta Missy Armitage
- Bradley Whitford interpreta Dean Armitage
- Caleb Landry Jones interpreta Jeremy Armitage
- Stephen Root interpreta Jim Hudson
- Lakeith Stanfield interperta Andrew Hayworth e Logan King
- Lil Rel Howery interpreta Rod Williams
- Erika Alexander interpreta Detective Latoya
- Marcus Henderson interpreta Walter e Roman Armitage
- Betty Gabriel interpreta Georgina e Marianne Armitage
- Richard Herd interpreta Roman Armitage

## Dubladores no Brasil
- Estúdio de dublagem: Delart[7]
- Direção de Dublagem: Hércules Franco[7]
- Cliente: Universal[7]
- Tradução: Mário Menezes[7]
- Mixagem: Gustavo Andriewiski[7]

Elenco
- Chris: Renan Freitas[7]
- Rose: Marcela Duarte[7]
- Missy: Mariângela Cantú[7]
- Dean: Hélio Ribeiro[7]
- Rod: Rodrigo Oliveira[7]
- Jeremy: Charles Emmanuel[7]
- Walter: Marcos Souza[7]
- Andrew: Thadeu Matos[7]
- Roman: Isaac Bardavid[7]
- Philomena: Juraciara Diacovo[7]
- Georgina: Flavia Fontenelle[7]
- Jim: Mauro Ramos[7]
- Latoya: Marcia Coutinho[7]

## Produção

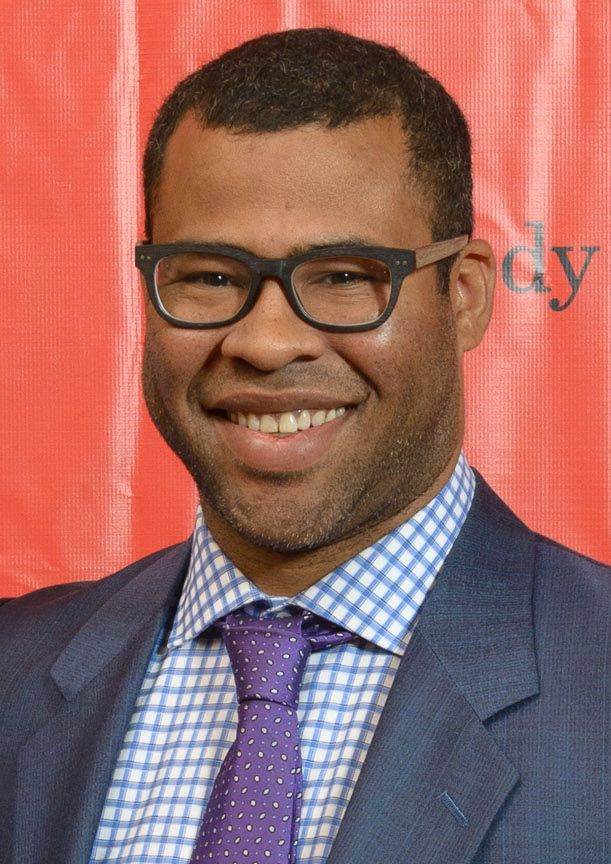
Get Out é a estreia de Jordan Peele como diretor

Get Out é a estreia de Jordan Peele como diretor. Para o filme, Jordan citou The Stepford Wives (1975) como inspiração, devido ao ar satírico e cômico do filme. À medida que o filme trata do racismo, Peele afirmou que a obra é muito pessoal, mas desvia de qualquer composição autobiográfica. Os atores principais, Daniel Kaluuya e Allison Williams, entraram para o elenco em novembro de 2015, experimentando papeis em dezembro de 2015 e em fevereiro de 2016. A fotografia do filme foi iniciada em 16 de fevereiro em 2016. Durante três semanas, ocorreram as filmagens do filme, em Fairhope, no Alabama. Em 23 dias, a fotografia principal havia sido concluída.
Peele estava preocupado com as chances de sucesso do filme, dizendo ao Los Angeles Times "e se as pessoas brancas não quiserem ver o filme porque temem ser vilãs com pessoas negras? E se os negros não quiserem ver o filme porque não querem se sentar ao lado de uma pessoa branca enquanto uma pessoa negra é vitimizada na tela?"

### Términos alternativos
Peele originalmente pretendia que o filme terminasse com Chris sendo preso pela polícia pelo assassinato dos Armitages, refletindo as realidades do racismo. Em seguida, Rod encontraria Chris na prisão e pediria informações sobre a família Armitage para investigação, mas Chris diria que tudo estava normal. No momento em que a produção havia começado, inúmeros tiroteios envolvendo vítimas negras trouxeram apoio ao contexto racial do filme, além de criar um final feliz para a composição. Considerando outros términos, Peele incluiu versões diferentes em DVD e Blu-ray. Em um dos finais, Rod entra na propriedade, encontra Chris e chama pelo seu nome, mas Chris responde "eu asseguro, eu não sei de quem você está falando."

### Música
As canções e a trilha sonora de Get Out foram compostas por Michael Abels e ligados à cultura negra a pedido de Peele. O filme contém canções como "Redbone" de Childish Gambino, "Run Rabbit Run" de Flanagan anda Allen e "(I've Had) The Time of My Life" de Bill Medley e Jennifer Warnes.

## Temas e análises
O jornal The Guardian escreveu que "o que Get Out faz tão bem - e o que vai espelhar em alguns espectadores - é mostrar como, embora involuntariamente, essas mesmas pessoas podem tornar a vida desconfortável e difícil para negros. Isso expõe a ignorância liberal e a arrogância no modo de se expressar. É uma atitude arrogante que no filme leva a uma solução horrível, mas, na verdade, leva uma complacência de que a realidade é perigosa." Sobre o filme, Peele disse que "a verdadeira situação é a escravidão; é uma coisa sombria." O filme retrata a falta de atenção de negros desaparecidos em comparação com mulheres brancas desaparecidas. Damon Young, da Slate, declarou que a premissa do filme era "deprimentemente plausível, embora negros representem apenas 13 por cento da população americana, são 34 por cento dos desaparecidos da América; esses números relacionam uma mistura de fatores raciais e socioeconômicos, demonstrando o baixo da vida negra em relação aos brancos."

## Controvérsia
Em fevereiro de 2021, Daniel Kaluuya disse que não foi convidado para a estreia do filme, que aconteceu no Sundance 2017: “Não, eles não me convidaram mano. Eles não me convidaram. (...) [Durante] a estreia mundial de Sundance [de Get Out], eu estava em Atlanta porque estava filmando [Black] Panther ... E eu limpei minha agenda e pensei, 'Ei, eu realmente quero fazer isso.' E aí [eu] simplesmente não recebi o convite, não fui convidado. (...) Então, eu estava na minha cama quando alguém me mandou uma mensagem: 'Ah, está indo muito bem' (...) Eu fiquei tipo, 'Tudo bem, isso é legal. Tudo bem.'